# Architektura zachodnich terenów Krakowa w dwudziestoleciu międzywojennym
Koniec XIX i pierwsze dziesięciolecie XX wieku były czasem, w którym Kraków przestał mieścić się w obrębie historycznego centrum, stopniowo włączając w swoje granice okoliczne tereny wiejskie. Otwarcie tych granic możliwe było dzięki temu, że miasto przestawało pełnić funkcje forteczne, wymuszające dotychczas ograniczenia zabudowy w pasie wzdłuż dzisiejszych Alei Trzech Wieszczów.
Naturalny ze względu na kształt Festung Krakau, koncentryczny przyrost powstających zespołów budowli, w latach 1909-10 usankcjonowały uchwały krakowskich radnych: wytyczenie drugiej (po Plantach) obwodnicy miasta oraz konkurs na plan regulacji „Wielkiego Krakowa”. Zachodnia część Krakowa, od Dębnik po linię kolejową Kraków-Katowice (zakreślona na planie linią alei), przeznaczona została do pełnienia funkcji mieszkalnych, wschód zaś miasta przede wszystkim pomyślany był jako obszary przemysłowe. W okolicy węzłów urbanistycznych u wylotu ulic Wolskiej (Piłsudskiego) i Karmelickiej powstawało w międzywojniu skupisko monumentalnych budowli użyteczności publicznej i zabudowy mieszkalnej, uzupełnionych zielenią miejską – dzielnica, której założenie mogło stać się realizacją metropolitalnych ambicji Krakowa jako ośrodka nauki, kultury i turystyki.
Plany zakładały szczególną rolę przestrzeni otwierającej się na zakończeniu Wolskiej: rozległą perspektywę Błoni, wyznaczoną alejami Focha i 3 Maja zamkniętą dominantą kopca Kościuszki. Znaczącą rolę w kompozycji, stanowiły gmachy Muzeum Narodowego a dalej – Domu Studenckiego im. Ignacego Mościckiego i Domu Legionisty przy „Oleandrach”. Teren rozciągający się na zachód od drugiej obwodnicy Krakowa, w stronę Rudawy, Woli Justowskiej i Kopca Kościuszki, jeszcze przed I wojną światową pełnił funkcje podporządkowane reprezentacji i użyteczności publicznej; to właśnie tam organizowane były plenerowe prezentacje takie jak krajowa wystawa rolniczo-przemysłowa w 1887, czy „Wystawa architektury i wnętrz w otoczeniu ogrodowym” w 1912 roku. Te dwie daty wymienione zostały nie przez przypadek: na miejscu części pawilonów pierwszej z wystaw, od końca XIX wieku kształtował się park imienia Henryka Jordana wraz z zespołem obiektów rekreacyjnych i sportowych. Wystawowe zabudowania z 1912 roku były zaś miejscem wymarszu Legionów Józefa Piłsudskiego w 1914.
Janusz Bogdanowski, ujmując syntetycznie etapy rozrastania się Krakowa w latach 1918-39, podzielił okres międzywojnia w architekturze na trzy fazy:
- pierwszą, z kulminacją w drugiej połowie lat dwudziestych, określoną jako odznaczająca się szczególnym rozmachem podejmowanych przedsięwzięć;
- drugą, związaną z kryzysem finansowym w latach 1929-34, którego smutną konsekwencją miało być pojawienie się w mieście większej ilości budowli o uproszczonych, modernistycznych bryłach;
- trzecią, przypadającą na drugą połowę lat trzydziestych. Faza ta, według Bogdanowskiego stanowiła powrót i kontynuację tendencji zaistniałych tuż po odzyskaniu niepodległości. Powstające wówczas budowle cechować miał surowy klasycyzm i monumentalność charakterystyczna dla świata przeddzień drugiej wojny światowej.

## Wielki Kraków, urbanistyka
Urbanistyczne ukształtowanie terenów za drugą obwodnicą, wraz z decyzją o pozostawieniu klina zieleni w postaci Błoń regulowały plany sporządzone przez Jana Rakowicza (jednego ze zwycięzców konkursu w 1910) i wydany w 1938 roku tzw. plan Dziewońskiego na lata 1937/38- 1943/44. Oba zakładały kontynuację rozwoju dzielnic w układzie koncentrycznym, z ulokowaniem wzdłuż Alei Trzech Wieszczów kilku sekcji zabudowań – reprezentacyjnych (kulturalnych i naukowych) i mieszkalnych, przeciętych zespołami zieleni (Błonia, Park Krakowski). Same Aleje w ramach tych założeń stanowić miały analogiczną do Plant esplanadę, dostosowaną do ruchu pieszego dzięki szerokim, zadbanym pasom ogrodowym. Znajdujący się na zachód od al. Mickiewicza, pomiędzy ulicami Czarnowiejską i Marszałka Ferdynanda Focha zespół gmachów użyteczności publicznej i terenów zielonych powstawał stopniowo na przestrzeni całego międzywojnia, uzupełniony po II wojnie światowej budynkami uniwersyteckimi pomiędzy ul. Reymonta i Romana Ingardena oraz w pobliżu ul. Oleandry (wraz z opartą na projekcie A. Szyszko-Bohusza plombą z lat pięćdziesiątych, dobudowaną do nieukończonego Domu Legionisty oraz budowanym z prefabrykatów blokiem przy al. 3 maja 9).
Zgromadzenie budowli na terenach dawnej Czarnej Wsi i Półwsi Zwierzynieckich ma dziś charakter heterogonicznego zbioru obiektów o różnych funkcjach oraz niejednolitym charakterze architektonicznym i ideowym. Rozważając ten układ, można pogrupować znajdujące się w nim przykłady architektury na dwie kategorie: kompleks gmachów związanych z nauką, kulturą i dziedzictwem narodowym oraz zespół architektoniczno-parkowy, funkcjonujący (rzeczywiście bądź w pierwotnym założeniu) jako infrastruktura związana z wypoczynkiem i rekreacją. Funkcje części obiektów przenikają się, o ile zastanawiając się nad rzeczywistością dwudziestolecia międzywojennego można obie kategorie rozgraniczać. Aktywność fizyczną, zwłaszcza może w opisanych tu lokalizacjach, charakteryzowało bowiem nasycenie ideowe nieporównywalnie większe niż dla tych zjawisk w obecnym ich rozumieniu.

## Przegląd budowli
Zabudowania na zachód od Alei powstawały w ciągu całego dwudziestolecia międzywojennego, czyniąc tym samym możliwość przeglądu różnorakich tendencji architektonicznych tego okresu. Według takiego klucza wymienił je Jacek Purchla:

### Gmach Akademii Górniczo-Hutniczej
Budowla projektu Sławomira Odrzywolskiego i Wacława Krzyżanowskiego. Jej rozplanowanie datuje się na 1913, a ostateczne wykonanie na lata 1921-36. Budynek A-0 AGH reprezentować ma stylem klasycyzm pierwszej połowy lat dwudziestych.

### Biblioteka Jagiellońska

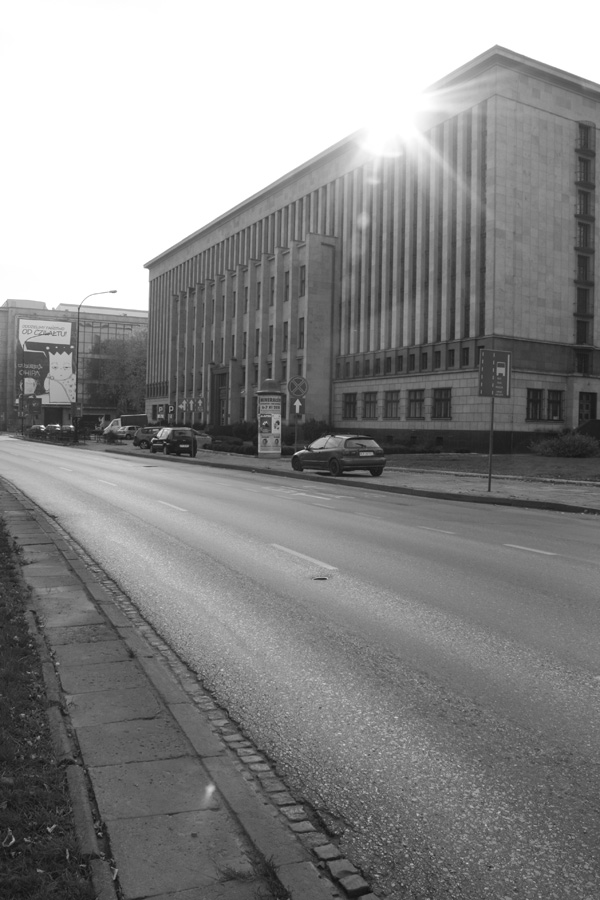
Gmach Biblioteki Jagiellońskiej

Wzniesiony na południe od AGH budynek była zaprojektowany przez Wacława Krzyżanowskiego, według Purchli najwybitniejszy przykład w pełni krakowskiej architektury międzywojennej w tej części miasta.

### Muzeum Narodowe przy al. 3 Maja
Muzeum powstając w latach 1934–1939 miało stać się świadectwem częściowej zapaści krakowskiego środowiska architektów ; zaprojektowane przez warszawian: Bolesława Szmidta, Janusza Juraszyńskiego i Juliusza Dumnickiego a następnie przekształcone przez Edwarda Kreislera i Czesława Boratyńskiego. Jego kształt, w dużej mierze wynikający z programu, ustalonego przez Feliksa Koperę, stanowi przykład nowoczesnego monumentalizmu o cechach architektury systemów autorytarnych. Pierwotny projekt muzeum, zgodny w pełni z wizją Kopery, przewidywał zakomponowanie gmachu jako przestrzeni para-sakralnej, z umieszczonym w jego sercu mauzoleum, czy złoconą dekoracją rzeźbiarską na froncie.
Okoliczności powstania gmachu muzeum wiązały się ze zrozumiałą dyskusją na ten temat, prowadzoną przede wszystkim ze względu na wysokie koszty budowy gmachu i problemy organizacyjne. W 1932 roku głos w tej sprawie zabrał Tadeusz Stryjeński, wydając broszurę Budowa Muzeum Narodowego i możliwości jej realizacji w dzisiejszej dobie. Broszura Stryjeńskiego zawiera treść jego wystąpienia na posiedzeniu Krakowskiego Towarzystwa Technicznego w grudniu 1931. Jego kilkunastostronicowe opracowanie daje pewne pojęcie na temat stanu i sposobów przechowywanie zbiorów muzealnych w Krakowie lat trzydziestych. Oprócz relacji dotyczącej opóźnień i przewlekłości innych budów na terenie Krakowa, w tym procesu wznoszenia Akademii Górniczej oraz Biblioteki Jagiellońskiej, czy wskazania możliwych innych lokalizacji, w których Muzeum Narodowe mogłoby zająć będące własnością miasta budynki albo również zbudować gmach, Stryjeński wspomniał o funkcjonującym przez jakiś czas pomyśle budowy dwóch odpowiadających sobie części Muzeum, usytuowanych u początków alej 3 maja i Focha (drugi gmach miałby stanąć w miejscu dzisiejszego hotelu Cracovia). Idea, już wówczas określana jako nierealna, nie została ostatecznie zrealizowana. Stryjeński postulował przygotowanie ekspozycji MNK w przekształconych i przestylizowanych budynkach poszpitalnych na Wawelu.
W zbiorach Narodowego Archiwum Cyfrowego znajduje się fotografia makiety niepowstałego gmachu Muzeum Narodowego, przeznaczona do realizacji przy ulicy Kopernika. Co znamienne, ta lokalizacja już od niemal stu lat przewija się w dyskusjach krakowskich radnych, ostatnimi czasy ze względu na poszukiwania miejsca dla nowego budynku Filharmonii.

### II Dom Studencki „Żaczek” im. prezydenta Ignacego Mościckiego (1924-36)

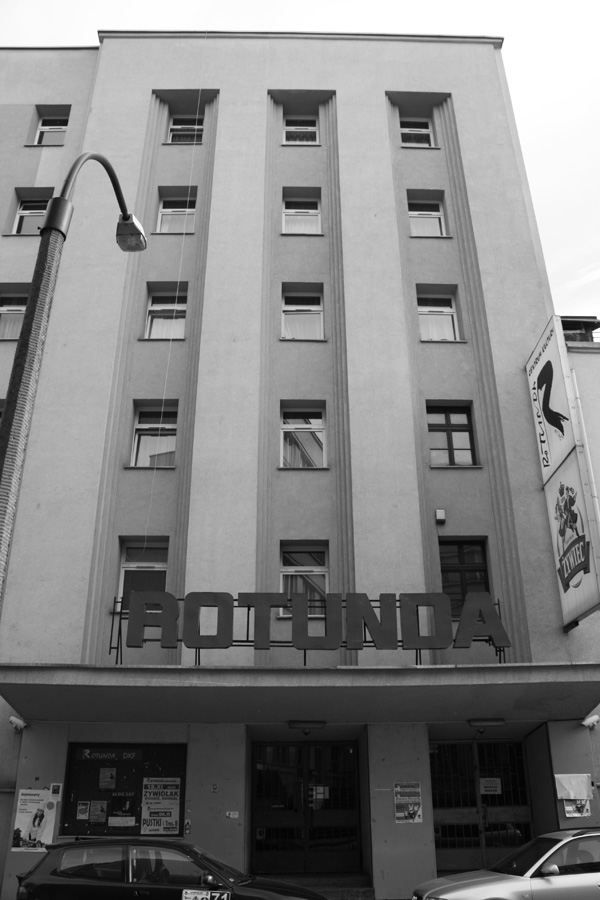
Dom Studencki „Żaczek”. widok od strony Rotundy, listopad 2010

Znajdujący się nieopodal, już wzdłuż al. 3 Maja dom studencki, miał w pierwotnym założeniu również klasycyzujący kostium, zatracony w toku kolejnych przekształceń. Jego obecny wygląd chyba w największym stopniu zamazuje pierwotną, zaskakująco spójną strukturę urbanistyczną tych okolic w dobie międzywojnia. Na zmianę charakteru „Żaczka” wpłynęło szczególnie przekształcenie ostatniej kondygnacji i pozbawienie jej wyrazistego gzymsu oraz wprowadzenie quasi-ganku; zadaszenia nad prowadzącymi do głównego wejścia schodami (obecnie również podjazdem dla wózków inwalidzkich). „Żaczek” przylega główną wejściową elewacją do zazielenionego dziś w sposób nieuporządkowany placu, oddzielającego go od alei 3 Maja. Pozostałe strony budynku otwierają się na plac pomiędzy budynkiem a Muzeum Narodowym oraz ulicę Oleandry, od której prowadzi wejście do rotundy widowiskowej.

### UlicaOleandry

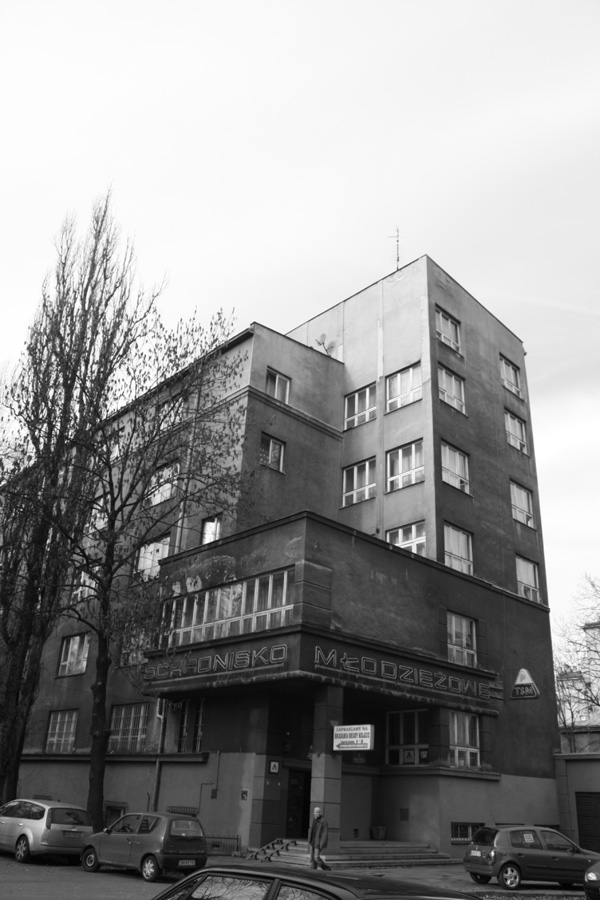
Schronisko przy ul. Oleandry w Krakowie, proj. Edward Kreisler

Na zabudowania ulicy Oleandry w dwudziestoleciu międzywojennym składały się Miejskie Gimnazjum im. Królowej Jadwigi, Miejski Dom Wycieczkowy i pierwsze, jedyne ukończone skrzydło Domu Legionisty im. Józefa Piłsudskiego, wznoszonego przez Związek Legionistów Polskich. Miejski Dom Wycieczkowy przy Oleandrach (1932), zaprojektowany przez Edwarda Kreislera oraz sąsiadujące z nim gimnazjum projektu Stefana Żeleńskiego zbudowane zostały w formie układów kubicznych, przenikających się brył, którym, jak pisał Jacek Purchla, blisko do estetyki Bauhausu.

### Dom im. Józefa Piłsudskiego

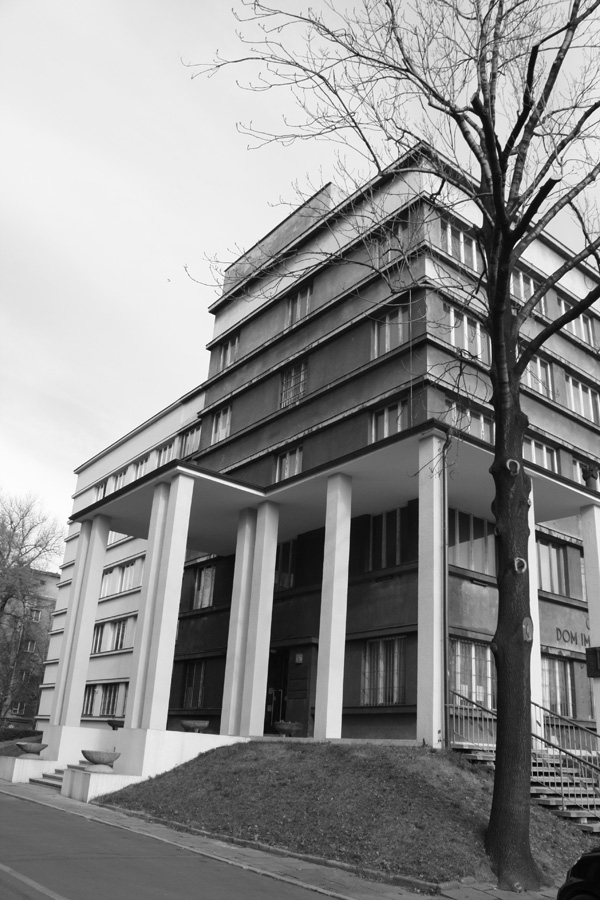
Dom im Jozefa Pilsudskiego w Krakowie, proj. Adolf Szyszko-Bohusz

Dom Legionisty (1931-34), zaprojektowany przez Adolfa Szyszko-Bohusza, według Purchli stanowi estetyczne i ideowe odbicie tendencji monumentalizujących międzywojnia, korespondujących z inicjatywami występującymi w latach trzydziestych w Warszawie. Podobieństwo to, dziś nie całkiem uchwytne, wyraziłoby się najlepiej w kształcie gmachu, gdyby został on ukończony. Gabaryt domu miał w pierwotnym założeniu kilkukrotnie przekraczać stan przedwojenny i obecny – pojęcie na ten temat daje opublikowany w 1932 w „Architekcie” projekt oraz przechowywana do dziś przez Związek Legionistów makieta. Dom posiadać miał dwa skrzydła boczne, skomponowane z postopniowanych rozmiarami (chociaż nie wysokością) brył, złączone ze sobą na tyłach parceli równoległym do al. 3 Maja, podłużnym pawilonem, z przodu zaś portykiem filarowym, wyznaczającym wewnętrzny dziedziniec z pomnikiem Marszałka Piłsudskiego. Dom Legionisty został zaprojektowany jako żelbetowa konstrukcja, o pięciu kondygnacjach, podzielonych na poziome „warstwy” naprzemiennie – gładkich ścian i szerokich, również poziomych okien. Podział ów został przeprowadzony przy pomocy oszczędnych w formie gzymsów. W kolejnych częściach Domu znajdować się miały siedziba Związku Legionistów z Muzeum Czynu Niepodległościowego, sale wykładowe, aule, sale gimnastyczne a nawet pływalnie, a w skrzydle północnym; na całej długości tylnego pawilonu – strzelnica. Do 1939 roku ukończono tylko pierwszy, frontowy moduł prawego (patrząc od Błoni) skrzydła. W okresie PRL-u, gdy obiektem dysponowało środowisko architektów związane z Politechniką Krakowską, wzdłuż Oleandrów został dobudowany drugi fragment gmachu, w zgodzie z projektem Szyszko-Bohusza wysunięty w kierunku ulicy.
Osobnego potraktowania w tym wyliczeniu wymaga pomnik Józefa Piłsudskiego i Czynu Niepodległościowego, zaprojektowany w latach dwudziestych przez Henryka Kunę. Związane z jego historią materiały źródłowe znajdują się, podobnie jak Dom Legionisty przy Oleandrach, w posiadaniu Związku Legionistów Polskich i w chwili obecnej, ze względu na skomplikowaną, niejasną sytuację prawną i własnościową Domu, dotarcie do nich wymaga ostrożności i delikatności. Tym samym, temat projektu pomnika stanowi jedno z ciekawszych wyzwań, jakie stawia przed badaczem rejon na zachód od Alei. Według obecnego komendanta Związku Legionistów, decyzja o wzniesieniu pomnika Marszałka oraz wytyczne dotyczące jego kształtu i programu ikonograficznego została podjęta w 1922 roku wraz z inicjatywą budowy gmachu poświęconemu idei Legionów i walki o niepodległość. Prace nad monumentem ograniczyły się jednak wyłącznie do sporządzenia projektu, którego realizację opóźniła budowa Domu im. Józefa Piłsudskiego a następnie uniemożliwił wybuch II wojny światowej i powojenna niechęć do osoby Marszałka.
Zachowane materiały archiwalne wskazują na istnienie w roku 1935 jeszcze jednego pomnika, znajdującego się rzeczywiście na miejscu planowanego dziedzińca, na terenie posesji którą zajmować miał Dom Legionisty. Widziany w tle obchodów XIII Zjazdu Legionistów w Krakowie, 5 sierpnia '35 roku monument wydaje się być, jak występujące na innych fotografiach tego wydarzenia, instalacją efemeryczną; okolicznościową, nie został on więc wymieniony w podstawowych publikacjach związanych z tematem Domu.

### Park im. Henryka Jordana

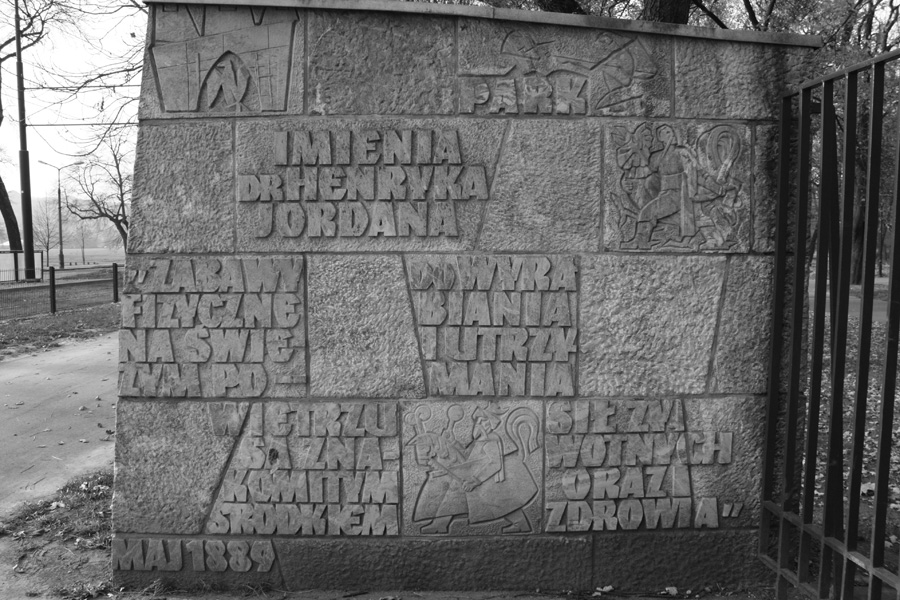
Park Jordana w Krakowie – brama od strony al. 3 maja

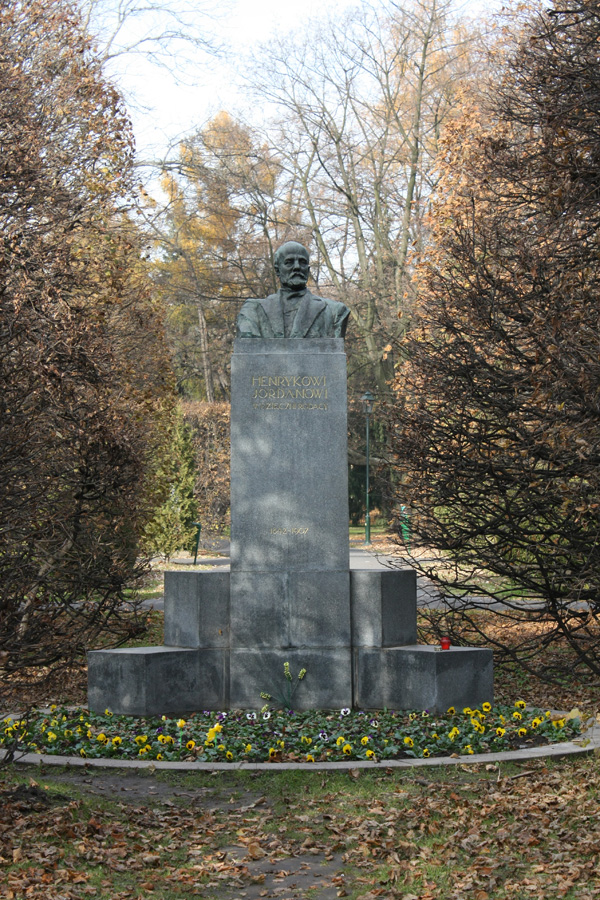
Henryk Jordan – pomnik-park im Jordana w Krakowie

Park, założony jeszcze w XIX wieku, w dobie dwudziestolecia międzywojennego bodaj najintensywniej spełniał założenia swojego twórcy – propagatora wychowania fizycznego, który w świetle doświadczeń przywiezionych ze Stanów Zjednoczonych kładł duży nacisk na opracowanie programów aktywnego spędzania czasu przez młodzież. Istniejący przed I wojną światową park zaaranżowany był przy pomocy boisk i kortów tenisowych oraz urządzeń do powadzenia ćwiczeń fizycznych. W latach trzydziestych nastąpiło blisko dwukrotne powiększenie obszaru parku oraz jego reorganizacja, polegająca na przeniesieniu części funkcji ośrodka sportowego na przylegający do niego kompleks dzisiejszego TS Wisła, stanowiącego w zasadzie przedłużenie parku w stronę osiedla Cichy Kącik i trzeciej obwodnicy.

### Błonia krakowskie
Rozciągające się pomiędzy alejami Focha i 3 Maja Błonia, stanowią klin zieleni w sensie najzupełniej dosłownym; poprzez swój trójkątny kształt, którym wcinają się szczelnie w zabudowaną tkankę miasta. Teren dawnych podmiejskich pastwisk, niezamieszkały wcześniej ze względu na bliskość obwarowań Krakowa i przepisy demolacyjne, uniemożliwiające wznoszenie w pobliżu Festung wielu zabudowań oraz nieuregulowane jeszcze pod koniec XIX w. koryto Rudawy. Dzięki dotrwaniu w niemal surowym stanie do dwudziestego wieku, krakowskie Błonia miały w międzywojniu szansę zaistnieć jako obszar o charakterze parkowym. Stosunek do nich egzemplifikował, zdaniem Janusza Bogdanowskiego, podejście człowieka tej epoki do zieleni jako takiej i wiązał się zwłaszcza z problemem przekształcania i zabudowy łąki – w latach trzydziestych, wraz z powiększeniem Parku Jordana i zagospodarowaniem dawnych terenów wyścigów konnych na potrzeby Towarzystwa Sportowego „Wisła”, rozważano wzniesienie na Błoniach zespołu zabudowań sportowych. Jeszcze przed wybuchem II wojny światowej zarzucono jednak te plany, na rzecz traktowania terenu jako enklawy zieleni, utrzymywanej w jej nienaruszonym kształcie. Ta postawa wiązała się z szerzej zakrojonym nurtem tworzenia w południowej Polsce rezerwatów przyrody.

### Osiedle Cichy Kącik
Znajdujące się na zachodnim krańcu terenu wzdłuż Błoni, odciętego ulicą Piastowską, osiedle Cichy Kącik powstawało w latach 1936–1937 nakładem Powiatowej Kasy Oszczędności, jako całościowy, symetryczny układ zaprojektowany przez Wacława Nowakowskiego. Autorstwa Nowakowskiego jest koncepcja kształtów domów – wolnostojących, kubicznych willi wzdłuż ul. Domeyki, kolejne części zabudowy powstawały po II wojnie światowej, w oparciu o plany sporządzone jeszcze w 1914 roku, w ramach regulacji przez gminę Kraków okolic wylotu ul. Wolskiej. Dwie bliźniacze wille, flankujące oś osiedla wymieniane są pośród najbardziej awangardowych projektów Adolfa Szyszko-Bohusza.
Formy domów projektu obu architektów korespondują z nurtem tak zwanej architektury okrętowej, operującej uproszczonymi bryłami i wyeksponowanymi balkonami o charakterystycznych balustradach oraz detalu nasuwającym skojarzenie z estetyką transatlantyków. W zrealizowanych przez Szyszko-Bohusza „willach dyrektorskich”. znajdujących się na samym otwarciu założenia, te cechy są szczególnie widoczne – podłużne, dwukondygnacyjne domy przy ul. Domeyki posiadają półkoliste werandy, obiegające niemal cały dom na obu poziomach tarasy i towarzyszące im liczne przeszklenia.

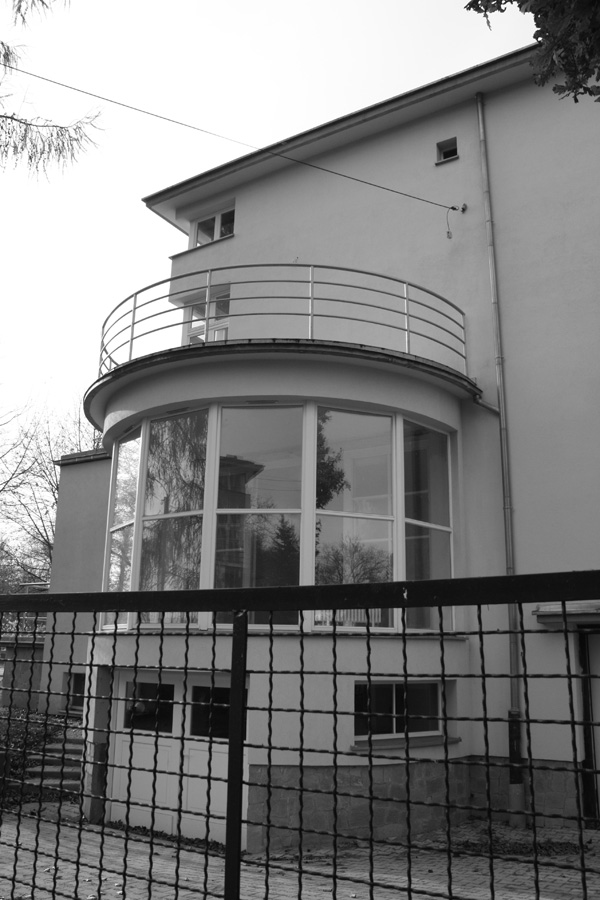
jedna z dwóch bliźniaczych willi dyrektorskich na osiedlu Cichy Kącik w Krakowie, proj. Adolf Szyszko-Bohusz

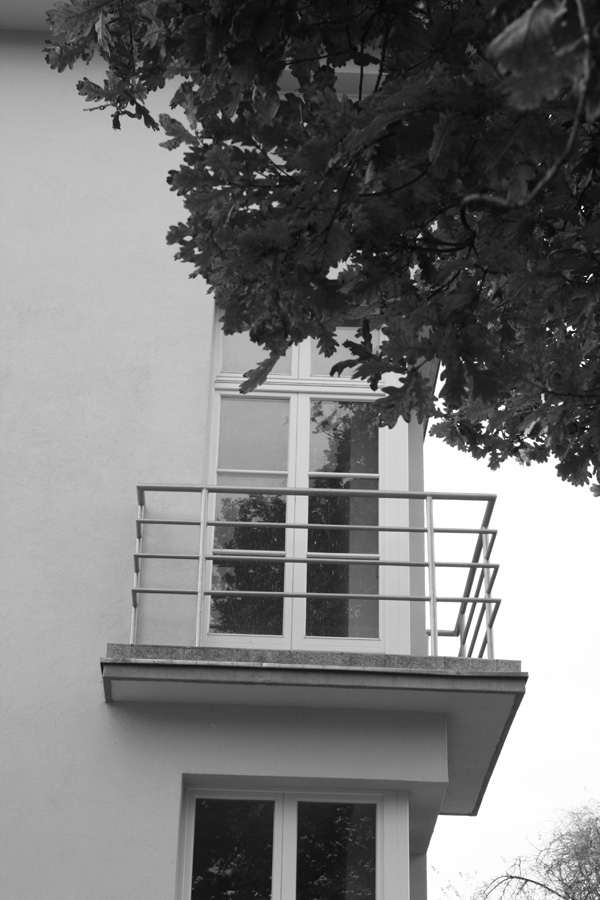
os. Cichy Kącik, willa, proj. Adolf Szyszko-Bohusz

W przypadku znajdujących się w głębi osiedla domów autorstwa Nowakowskiego nawiązanie do stylu okrętowego opiera się na wprowadzeniu rozległych balkonów oraz znajdujących się w ich pobliżu okrągłych okien-bulajów. W zasadniczym swym kształcie domy osiedla Cichy Kącik stanowią zwarte kompozycje kubów o zróżnicowanym (najpewniej również wskutek późniejszych przekształceń) układzie okien. Domy Nowakowskiego znajdują się w pewnym oddaleniu od siebie, osadzone w kontekście ogrodzonej parceli.

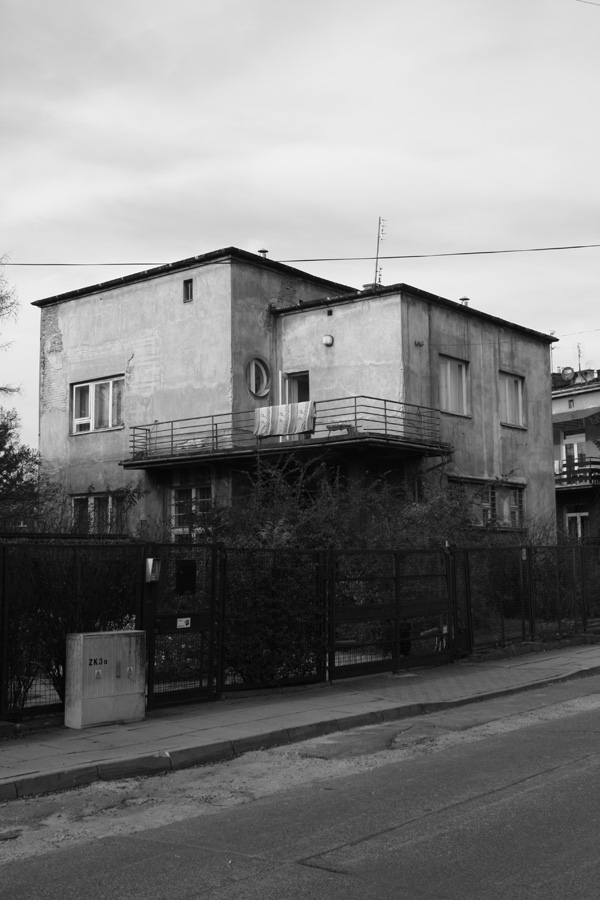
os. Cichy Kącik, Kraków, proj. założenia – Wacław Nowakowski

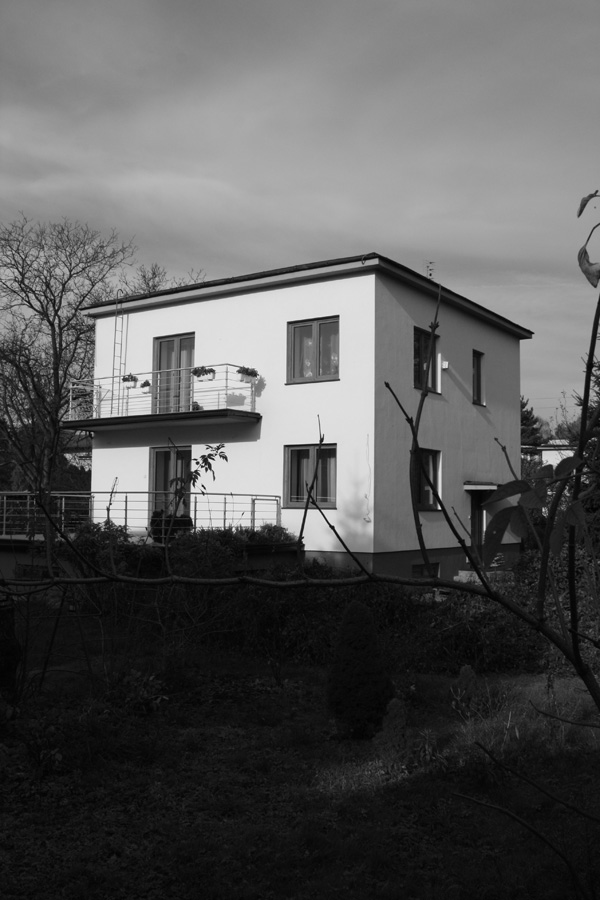
os. Cichy Kącik, Kraków, proj. założenia – Wacław Nowakowski

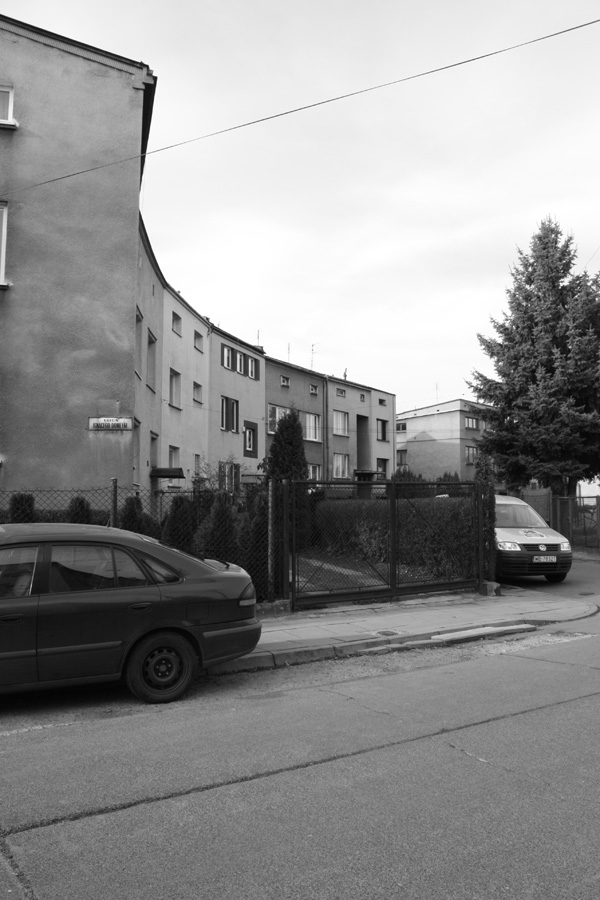
os. Cichy Kącik, Kraków, proj. założenia – Wacław Nowakowski

Szeregowa zabudowa ul. Beniowskiego, znajdującej się w kompozycyjnym centrum osiedla, oddzielona jest od ulicy ogrodzonym pasem trawnika, odpowiada tym samym swoim układem działkom na których znajdują się domy wolnostojące. Nieco odmienna relacja występuje w przypadku domów wybudowanych na rodzaju „wyspy” wykrojonej ulicami Beniowskiego i Cichy Kącik. Pierzeje budynków od strony ul. Cichy Kącik znajdują się tuż obok chodnika, od strony ul. Beniowskiego natomiast mieszczą się ich ogrody; wzdłużne, promieniste działki, na które otwarte zostały tarasy domów.

### Stan badań na temat międzywojennej architektury Krakowa
Międzywojenna zabudowa zachodnich terenów Krakowa nie posiada samodzielnego opracowania, które wyczerpałoby temat tamtejszej architektury choćby w ramach pierwszej historii sztuki. Przytaczając wypowiedź Władysława Ekielskiego z 1925 roku nie ma się czem Kraków pochwalić, ponieważ problematyka zagospodarowania tej części miasta pojawia się w charakterze wzmianki, zawsze towarzyszącej szerszemu a zgrubnemu opisowi procesu rozszerzania się granic Krakowa po pierwszej wojnie światowej. W tym kontekście uwagę okolicom Błoń poświęcili wspominani Janusz Bogdanowski i Jacek Purchla. Osobne publikacje wymieniają wybrane budowle, takie jak Dom Legionisty oraz wille dyrektorskie w Cichym Kąciku, przywołane w artykułach Małgorzaty Borusiewicz-Lisowskiej, dotyczących działalności Szyszko-Bohusza lub, jak w przypadku tekstu Aleksandra Böhma i Krystyny Pawłowskiej – arterię – Aleję Trzech Wieszczów, rozumianą jako wartościowy historycznie i ekologicznie kompleks zieleni oraz granica dwóch generacji tkanki miejskiej. Osobnego potraktowania doczekały się jeszcze krakowskie Błonia, wskazane przez Janusza Bogdanowskiego jako pewna osobliwość a zarazem szczególnie reprezentatywny przykład sztuki ogrodowej dwudziestolecia międzywojennego, przykład, którego połacie doświadczyły wszystkich etapów kształtowania się podejścia do natury w mieście w przeciągu interesującego nas okresu. Twórczość Wacława Nowakowskiego, autora koncepcji osiedla Cichy Kącik, pomimo realizacji takich jak dom przy placu Inwalidów 6 czy fabryczny dom kultury przy zakładach „Solvay” w Borku Fałęckim, nie „zaistniała” jeszcze w literaturze jako przedmiot oddzielnej pracy naukowej, wyłączywszy notę w Polskim Słowniku Biograficznym, sporządzoną w 1978 roku przez Józefa Lepiarczyka.
Pierwszy etap przemian obszarowych, zachodzących w Krakowie w czasie prezydentury Juliusza Leo (w latach 1904-18), opisywał w jednym ze swoich felietonów z lat dwudziestych Tadeusz Boy-Żeleński. Retrospekcja Żeleńskiego, pisana już po pierwszej wojnie światowej stawia diagnozę o swoistym dysonansie pomiędzy oficjalnym rozumieniem i zakładanym charakterem tych przemian a rzeczywistym ich odbiorem w światku inteligencji i cyganerii krakowskiej z kręgu kabaretu „Zielony Balonik”. W tekście jest mowa o specyficznym traktowaniu przez krakowian rocznic, pogrzebów czy poświęceń kamieni węgielnych nowych gmachów, czyniącym z tego typu obchodów rodzaj lokalnego sportu, jeśli nie hobby. Jako przykład przywołane zostaje poszerzenie granic miasta, będące w relacji Żeleńskiego inicjatywą w jakimś sensie na wyrost, przesiąkniętą patosem niewspółmiernym do realnych konsekwencji tego zdarzenia, odczuwanych przez zwykłych mieszkańców, dla których nie miało ono fundamentalnego znaczenia.
Niepoważny stosunek do szczególnych dla polskiej państwowości wydarzeń, tak charakterystyczny dla tekstów Boya, silnie koresponduje z pierwszym wrażeniem, jakie można odnieść znajdując się dziś w rejonie za drugą obwodnicą. Myśląc bowiem o tamtych okolicach trudno dziś znaleźć logiczny łącznik pomiędzy poszczególnymi budowlami, jakiekolwiek linearne założenie w układzie, w którym akademik znajduje się pomiędzy miejscem pamięci bohatera narodowego a gmachem muzeum, albo gdzie sportowy park sąsiaduje z najważniejszą biblioteką w mieście. Mając w pamięci zaplanowane z rozmachem analogiczne założenia, jak to które miało powstać w dzielnicy Marszałka Piłsudskiego w Warszawie, krakowska realizacja może wydać się chaotyczna i nieprzemyślana. Przynajmniej do momentu, w którym ogląda się dobrze znane, istniejące budynki na przedwojennych fotografiach. Wówczas układ, dziś zatarty przez dobudowanie kilku powojennych budynków, przebudowy starych i zaniedbanie zieleni. Spośród nowszych budowli bodaj najintensywniej wizualnie oddziałuje parking i biurowiec z prefabrykatów stojący przy al. 3 maja 9, w miejscu, gdzie według przedwojennych planów powinno się znajdować zachodnie skrzydło Domu Legionisty. Jeśli chodzi o renowacje, największy udział w zniekształceniu oglądu pierwotnego układu okolic Muzeum Narodowego, posiada dom studencki „Żaczek”. Gdyby przypomnieć sobie jego formę z lat trzydziestych i wyobrazić go sobie w kontekście zniwelowanych, gładkich przestrzeni, unaocznić sobie można, jak wiele podobieństw posiadają mieszczące się kolejno przy al. 3 maja Muzeum, dom studencki i Dom Legionisty.

## Chronologia
- 1909–10: konkurs na regulację Wielkiego Krakowa – Jan Rakowicz – ukształtowanie węzłów na zamknięciu Wolskiej, Karmelickiej i Długiej
- 1912: Wystawa architektury i wnętrz w otoczeniu ogrodowym
- 1913–21–36: początek budowy AGH – Sławomir Odrzywolski, Wacław Krzyżanowski
- 1924–36: II Dom Akademicki „Żaczek” – Wacław Krzyżanowski
- 1928–39: Biblioteka Jagiellońska – Wacław Krzyżanowski
- 1930: konkurs na zagospodarowanie terenu wyścigów konnych – rozbudowa Parku Jordana (23 marca 1933 – uchwała o rozbudowie parku); stadion sportowy przy al. 3 maja – proj. Marcin Bukowski
- 1931–34: Dom Legionistów, Dom im. Józefa Piłsudskiego – Adolf Szyszko-Bohusz (uchwałą z dnia 23 grudnia 1927)
- 1932: Miejski Dom Wycieczkowy – Edward Kreisler
- 1934–38: Muzeum Narodowe – Bolesław Schmidt, Janusz Juraszyński, Juliusz Dumnicki, Edward Kreisler, Czesław Boratyński
- 1937–38: „Cichy Kącik”. pierwsze w pełni funkcjonalistyczne osiedle – Powiatowa Kasa Oszczędności – urbanistycznie: Wacław Nowakowski – wille dyrektorskie – Adolf Szyszko-Bohusz
- 1938: Plan Dziewońskiego – plany inwestycyjne na okres 1937/38 – 1943-44